# Daniel Kowalski
Daniel Kowalski (Singapore, 2 luglio 1975) è un ex nuotatore australiano.
Specializzato nello stile libero ha vinto la medaglia d'oro nella staffetta 4x200 m sl (gareggiando solamente nelle batterie di qualificazione) alle Olimpiadi di Sydney 2000.

## Palmarès
- Giochi olimpici

Atlanta 1996: argento nei 1500m sl, bronzo nei 200m sl e nei 400m sl.
Sydney 2000: oro nella 4x200m sl.
- Mondiali

Roma 1994: argento nei 1500m sl.
Perth 1998: oro nella 4x200m sl e bronzo nei 1500m sl.
- Mondiali in vasca corta

Palma di Majorca 1993: oro nei 400m sl e nei 1500m sl.
Rio de Janeiro 1995: oro nei 400m sl, nei 1500m sl e nella 4x200m sl.
Hong Kong 1999: bronzo nei 1500m sl.
- Giochi PanPacifici

Kōbe 1993: argento nei 400m sl, negli 800m sl e nei 1500m sl.
Atlanta 1995: oro nei 400m sl, negli 800m sl e nella 4x200m sl, argento nei 200m sl e nei 1500m sl.
- Giochi del Commonwealth

Victoria 1994: oro nella 4x200m sl, argento nei 1500m sl e bronzo nei 400m sl.
Kuala Lumpur 1998: oro nella 4x200m sl, bronzo nei 200m sl e nei 400m sl.